# Конституция на Гърция (1844)
Конституцията на Гърция от 1844 г. е първата гръцка конституция. С нея страната от абсолютна монархия става конституционна монархия. Гражданите получават равни права пред закона и свобода на личността, свобода на словото и свобода на сдружаване. Личността на краля е свещена и неприкосновена. Той е държавен глава, главнокомандващ на армията, има право да приема законите, да назначава чиновниците и да помилва осъдените.
Създава се двукамарен парламент, състоящ се от Асамблея (Vouli) и Сенат (Герусия). Право да избират народни представители имат гражданите, навършили 25 години и притежаващи собственост или упражняващи професия или занаят. Народното събрание се състои от 126 депутати, които трябва да са навършили 30 години. Сенаторите трябва да са навършили 40 години и се назначават от краля, техният пост е пожизнен.
Изпълнителната власт принадлежи на краля и се упражнява от назначени от него министри, а съдебната власт се упражнява от назначени от краля несменяеми съдии.
Конституцията дава много широки права на краля, поради което борбата за ограничаването им продължава.

### Цитирана литература
- Данова, Надя, Апостолос Христакудис. История на нова Гърция.   София, Абагар пъблишинг, 2003. ISBN 954-584-291-1.